# Estel hipergegant groc
Un estel hipergegant groc o estrella hipergegant groga és un tipus d'estel de classe 0, de classe espectral entre A i K, am una massa entre 20 i 50 masses solars.

## Característiques
Els estels hipergegants grocs posseeixen una massa molt elevada i una atmosfera molt estesa. Els estels hipergegants com Rho Cassiopeiae a la constel·lació de Cassiopea presenten erupcions periòdiques, donant com a resultat disiminucions periòdiques o contínues de l'estel.
Els estels hipergegants són molt rars a l'univers, a causa de travessar fase molt breu de la seva evolució, bé evolucionant de la seqüència principal a la fase de supergegant vermell (com succeeix amb HD 33579 en el Gran Núvol de Magalhães), bé a l'inrevés, evolucionant de la fase de supergegant vermella a la de  Variable blau lluminós, o bé estel de Wolf-Rayet, o fins i tot pre supernova (com succeeix amb Rho Cassiopeiae, IRC+10420, o HR 8752).
Aquestes estrelles es troben en una regió del Diagrama HR coneguda com el Buit Evolutiu Groc (Yellow Evolutionary Void en anglès) en la que mostren certa inestabilitat, que -almenys en el cas de les que estan evolucionant des de la fase de supergegant vermella-es tradueix en variacions de la seva lluminositat aparent i de la seva temperatura superficial, encara que la lluminositat de l'astre es mantingui més o menys constant, així com en erupcions periòdiques en les quals perden certa quantitat de matèria.

## Estructura interna

D'esquerra a dreta: L'estel pistola, Rho Cassiopeiae, Betelgeuse, i VY Canis Majoris.

L'estructura d'aquests estels sembla la d'un nucli convectiu envoltat per una zona radiativa, a diferència d'estrelles com el Sol en què passa el contrari. És possible que part del nucli o fins i tot tot ell estigui degenerat.
Finalment, compten amb una atmosfera molt estesa-a causa d'una banda de la seva gran grandària i la seva gran producció energètica, i per altre als forts camps magnètics que posseeixen, així com pels forts vents solars que tenen -, en alguns casos com IRC +10420 aquesta atmosfera arriba a formar una autèntica pseudo fotosfera al voltant de l'astre-que es pensa pot estar ocultant un estel en realitat d'elevada temperatura superficial-i en alguns casos es troben envoltats per discs de gas i pols, el que permet fins i tot la possible existència de planetes al seu voltant.

## Estels hipergegants grocs coneguts
- Rho Cassiopeiae
- HR 8752
- IRC+10420